# Rush River (Wisconsin)
Rush River – miasto w Stanach Zjednoczonych, w stanie Wisconsin, w hrabstwie St. Croix.